# كلوستريديوم مولد للغاز
كلوستريديوم غازيجينيز أو كلوستريديوم مولد للغاز هو نوع من البكتيريا من فصيلة كلوستريدياسيا.